# Эониум древовидный
Эониум древовидный (лат. Aeonium arboreum) — вид суккулентных растений из рода Эониум семейства Толстянковые.

## Название
Родовое латинское название Aeonium происходит от греческого слова aionion, что переводится как «вечноживущее растение». Название отражает суккулентный характер данных растений и предполагаемую долговечность.
Видовой латинский эпитет arboreum происходит от лат. arboreus — «древовидный».

## Описание

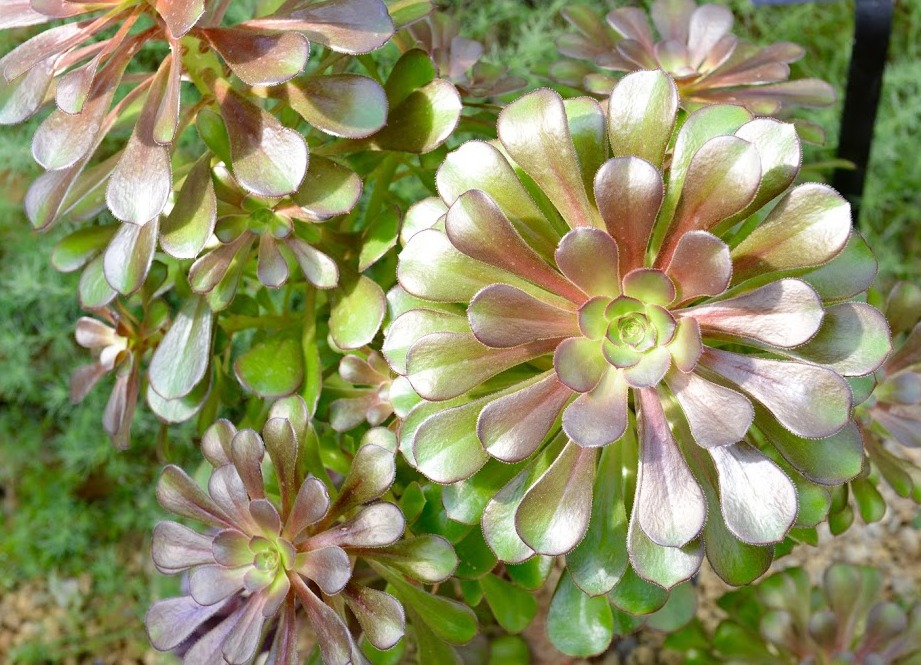
Розетки

Сочный, мало разветвлённый, более или менее прямостоячий, субтропический полукустарник, до 2 м высотой. Стебли 1-3 см в диаметре. Молодые листья плотно прижаты друг к другу, 5-15 см длиной, 4,5 см шириной, 1,5-3 мм толщиной. Зелёная блестящая поверхность листьев почти голая.
Цветки ярко-жёлтые, 2 см в диаметре, цветёт в конце зимы.

## Распространение

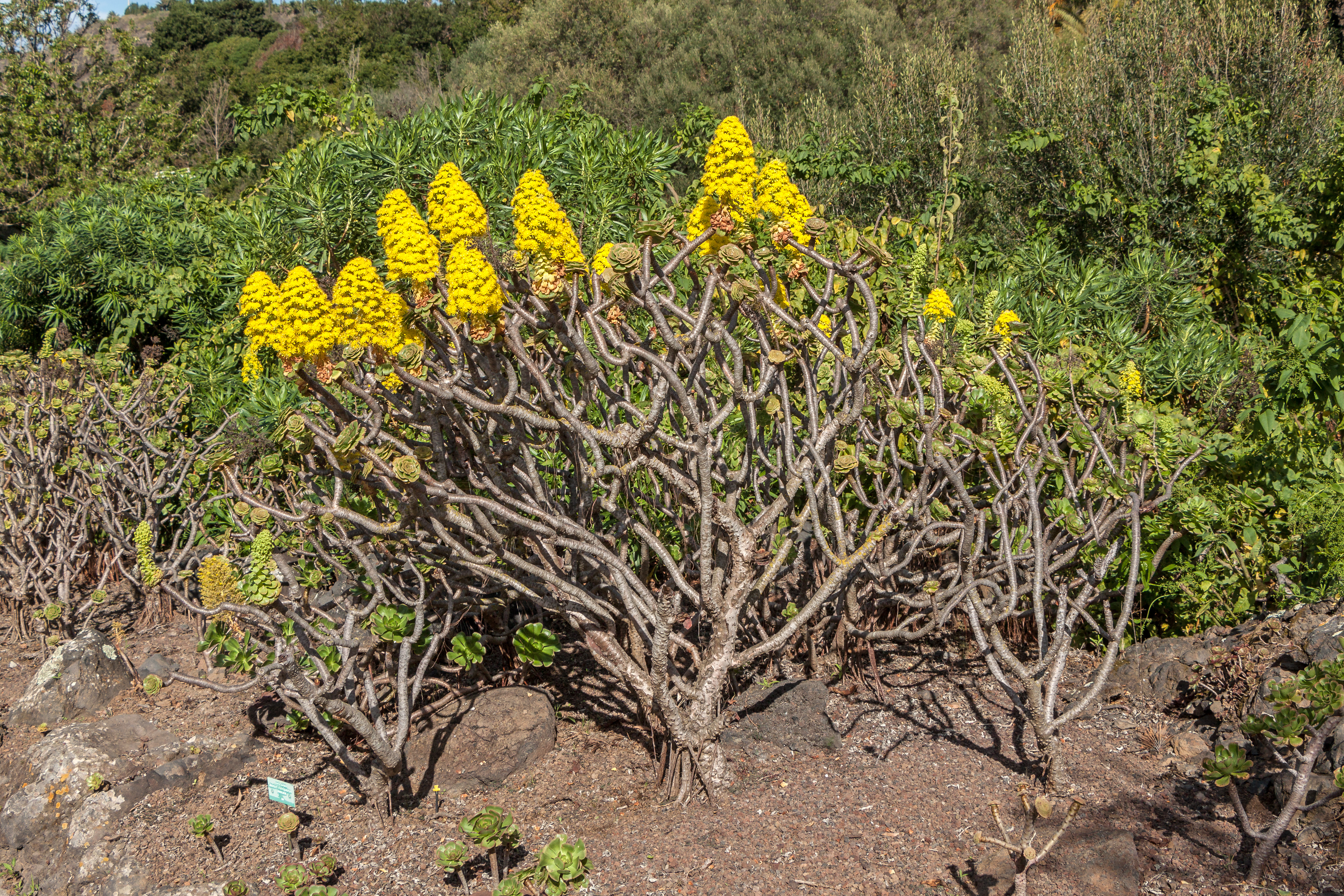
Общий вид растения, Канарский ботанический сад Виера-и-Клавихо

Родина вида — Марокко и холмы Канарских островов, где он произрастает на высоте от 200 до 1500 метров над уровнем моря. 
Растение было интродуцировано в различные регионы мира, включая Мадейру, Алжир, Тунис, Австралию, Новую Зеландию, Великобританию, Грецию, Италию, Францию, Португалию, Гибралтар, Испанию, США и Мексику.

## Таксономия
Aeonium arboreum (L.) Webb & Berthel., Hist. Nat. Iles Canaries 3(2; 1): 185 (1840).

### Синонимы
Гомотипные (основанные на одном и том же номенклатурном типе):
- Sempervivum arboreum L. (1753)

### Подвиды

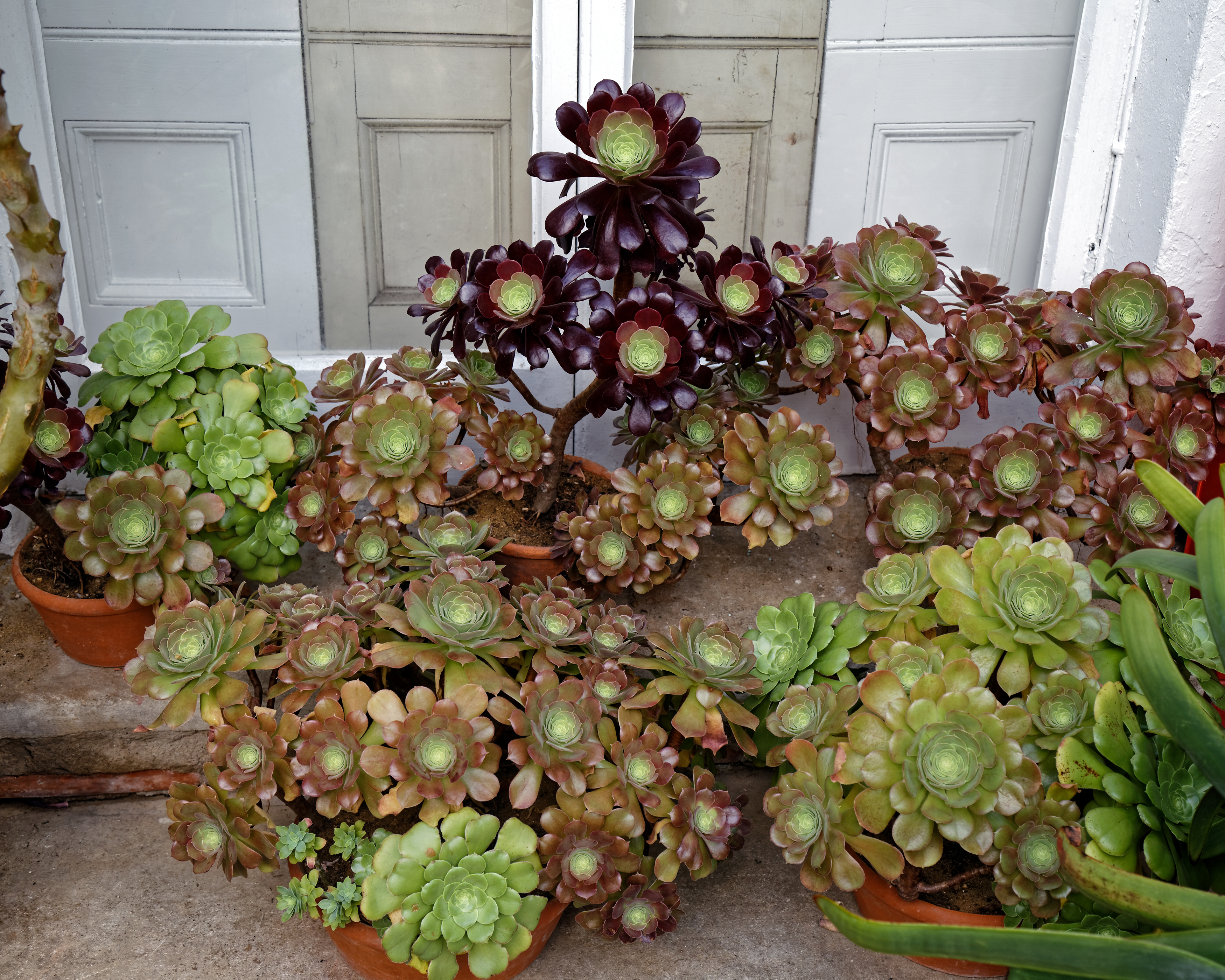
Сорта 'Atropurpureum' и 'Zwartkop'

Подтвержденные подвиды в соответствии с данными сайта Plants of the World Online на 2024 год:
- Aeonium arboreum subsp. arboreum
- Aeonium arboreum subsp. holochrysum (H.Y.Liu) Bañares
- Aeonium arboreum subsp. korneliuslemsii (H.Y.Liu) Dobignard